# نوال نصرالله
نوال نصر الله كاتبة طعام عراقية مقيمة في الولايات المتحدة، مؤرخة طعام، باحثة في الأدب الإنجليزي، ومترجمة من العربية إلى الإنجليزية. اشتهرت بكتاب الطبخ الخاص بها الذي يعرض المأكولات العراقية بعنوان Delights from the Garden of Eden ، ولإصدارات كتب الطبخ العربية في العصور الوسطى، بما في ذلك حوليات مطابخ الخلفاء ، وهي ترجمة مشروحة لكتاب الطبخ من القرن العاشر، العصر العباسي. - الطبيخ لابن سيار الوراق. حازت على العديد من الجوائز عن كتاباتها وترجماتها.

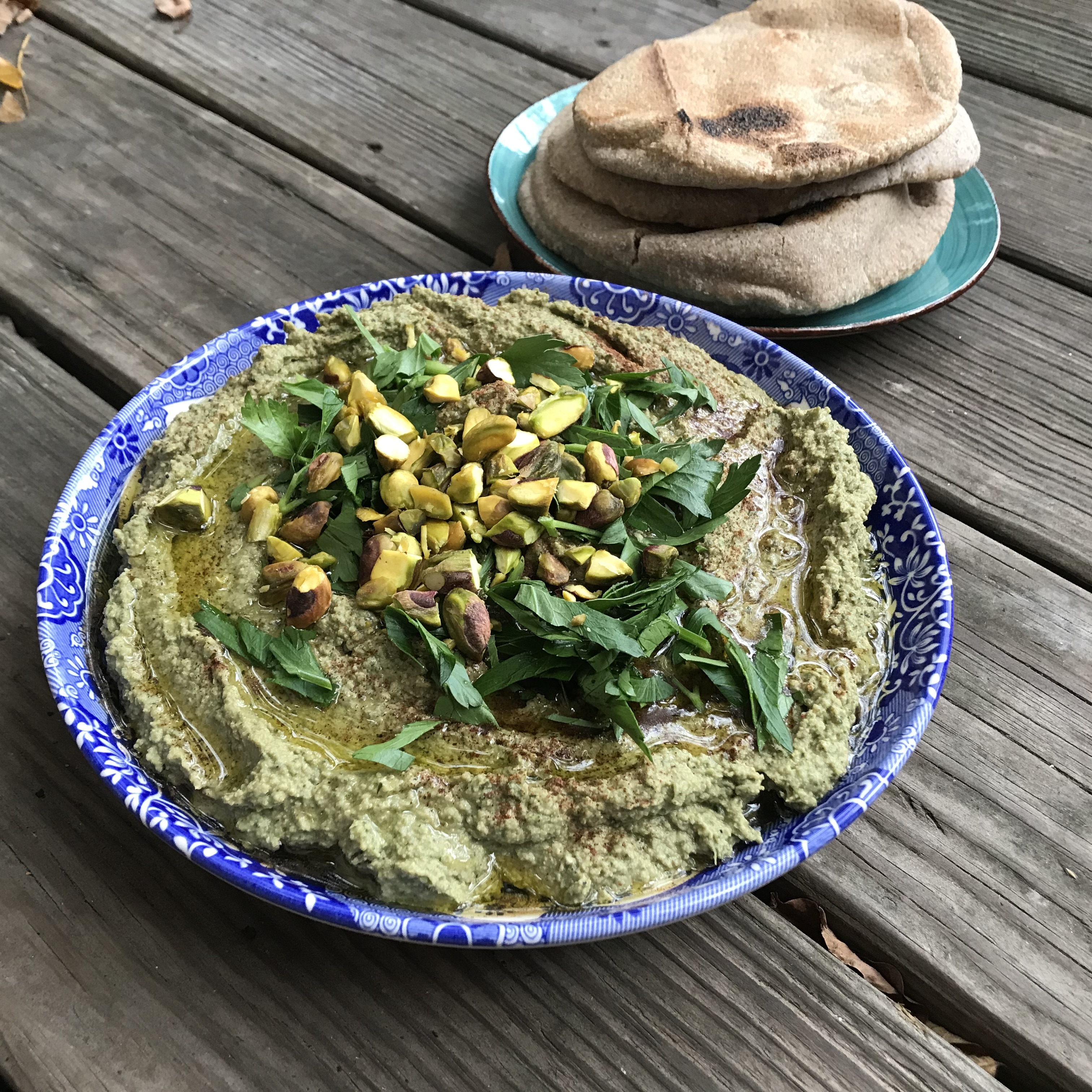
حمص من العصور الوسطى ، مُعد حسب وصفة من مدونة نوال نصر الله.

## الحياة والوظيفة
نوال نصر الله ولدت في بغداد. درست في جامعة بغداد حيث حصلت على درجة الماجستير في الآداب في اللغة الإنجليزية والأدب المقارن وكتبت أطروحة تقارن رواية القرن الثامن عشر روبنسون كروزو لدانيال ديفو مع رواية القرن الثاني عشر الفلسفية حي بن يقضان
للأندلس ن. الفيلسوف والطبيب ابن طفيل، يوضح كيف أثر ابن طفيل على عمل ديفو. تم نشر الأطروحة عام 1980.
قامت نصرالله بتدريس اللغة الإنجليزية وآدابها والتأليف في جامعة بغداد ثم ذهبت إلى جامعة الموصل. في عام 1990 انتقلت إلى بلومنجتون بولاية إنديانا.
أصبحت خبازًا شغوفًا و «خبيرة طهي» في العراق، بعد أن علمت نفسها طهي الأطعمة الأمريكية أثناء إقامتها في محافظة الموصل.
أصدرت كتاب طبخ للمطبخ العراقي، ديلايتس من جنة عدن ،  في عام 2003 أثناء الغزو الأمريكي للعراق. في هذا الوقت، كان هناك اهتمام أميركي متزايد بالشؤون العراقية. في ذلك الوقت، عكست أنه «كزوجة وأم وامرأة وإنسان، أجد في الطعام وذكريات الطعام ملاذي وراحتي وعزائي عندما لا تبدو الأمور على ما يرام.» 
من خلال العمل مع الأستاذ بجامعة هارفارد Gojko Barjamovic في عام 2015، قام نصر الله بتجميع وصفات بناءً على ما يُعرف بالنظام الغذائي والمأكولات القديمة لبلاد ما بين النهرين ونظم مأدبة للعلماء في متحف هارفارد للسامية. كما قامت بتدريس ندوة عن المطبخ العراقي في جامعة علوم تذوق الطعام في إيطاليا عام 2016.

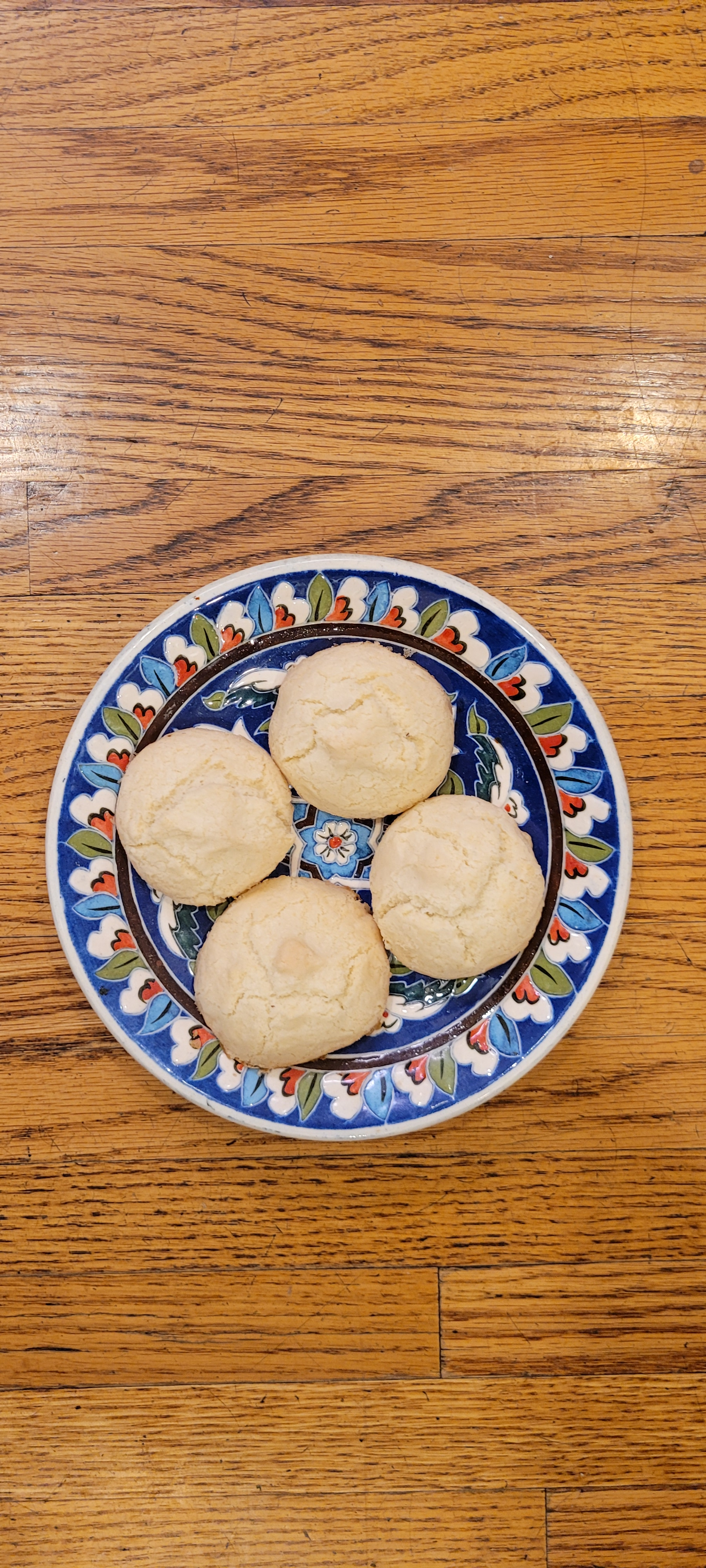
بسكويت باللوز، تم إعداده طبقًا لوصفة تعود إلى القرن الرابع عشر من مصر المملوكية، تم عرضه على مدونة نوال نصر الله

كما نشر نصرالله وصفات للعطور والتوابل والزيوت. في كتابها الكنز الدفين من الفوائد والتنوع على المائدة ،  ترجمت أكثر من 750 وصفات من القرن الرابع عشر، وصفات من العصر المملوكي -يرا من مصر، مع التعليقات والتحليل، بما في ذلك آراء العصر المملوكي حول القوى العلاجية والتجديدية للطعام على أساس Galenic النظرية.

## الطبخ
نشرت نصرالله كتاب الطبخ العراقي، ديلايتس من جنة عدن ، عام 2003. يحتوي على أكثر من أربعمائة وصفة، وفاز بجائزة Gourmand World Cookbook Awards في عام 2007. كما تقدم رؤى تاريخية عن الطعام العراقي، وقصص ومعلومات عن مناطق العراق التي تأتي منها الوصفات. تلقى الكتاب مراجعات إيجابية. وصفت نصر الله أحد دوافعها لكتابة كتاب الطبخ بأنه سد فجوة أكاديمية في الأدب عن الطعام العراقي وتاريخ الطعام، في وقت كانت فيه وسائل الإعلام الأمريكية للتصوير سلبية في المقام الأول.
نُشرت نسخة مختصرة من Delights from the Garden of Eden في عام 2013 صنفته مجلة Saveur كواحد من أفضل عشرة كتب طبخ لعام 2013.
شاركت نصرالله في عدة مقابلات وحلقات نقاش حول الطعام والتاريخ على موقع يوتيوب،  وتقوم بتحديث مدونتها بانتظام حول الوصفات العربية في العصور الوسطى.

## عمل العلماء
نصر الله خبير في المطبخ العربي في العصور الوسطى، وفي الثقافة الأدبية لكتب الطبخ العربية، وفي مطابخ العراق الحديث وسلائفه التاريخية، بما في ذلك بلاد ما بين النهرين القديمة. كما أعدت مواد تعلم اللغة للغة العربية العامية العراقية.
في عام 2007، قامت بترجمة أقدم كتاب طبخ عربي، وهو كتاب الطبيخ المنسوب إلى كاتب القرن العاشر المعروف باسم ابن الوراق أو ابن سيار الوراق. تعتمد نسختها على نسخ من المخطوطة بقيت في أكسفورد وهلسنكي واسطنبول. في عام 2008، نالت تقديرًا مشرفًا في كتب الكبار غير الخيالية من المتحف العربي الأمريكي القومي لها. يجمع كتاب الطهي بين وصفات استمدها مؤلفه، وهو أحد رجال الحاشية في الإمبراطورية العباسية المتمركزة في بغداد، من أكثر من عشرين كتاب طبخ آخر كان بإمكانه الوصول إليها. اعتمد العلماء على هذه الطبعة ليس فقط لإلقاء نظرة ثاقبة على ما قد يأكله النخب، ولكن أيضًا لكيفية تحضير الطهاة وتقديم الطعام من حيث الأواني والسيراميك، مع ما يترتب على ذلك من آثار على البحوث الأثرية في العصر الإسلامي.
في عام 2011، نشرت نصر الله Dates: A Global History ، والذي يستكشف القيمة التاريخية والغذائية والثقافية والرمزية للتمور في الشرق الأوسط وما وراءه، بينما يصف أيضًا تشريحها وتسميتها وزراعتها وارتباطاتها الثقافية. يسلط الكتاب الضوء على الأساطير المختلفة المرتبطة بالتواريخ عبر التاريخ، مثل الأسطورة اليونانية عن ارتباط نخيل التمر بالعنقاء، والتي أثرت على التسمية النباتية لنخيل التمر باسم Phoenix dactylifera .
في عام 2017، قامت نصر الله بترجمة ونشر نسخة من كتاب طبخ مملوكي -يرا من القرن الرابع عشر من مصر. يُعرف الكتاب باللغة العربية باسم كنز الفوايد في تنوى المواعيد ، وقد ظهر الكتاب في نسختها الإنجليزية تحت عنوان كنز من الفوائد والتنوع على الطاولة . في هذا المجلد، تضمن نصر الله أيضًا تعديلات لبعض وصفات القرن الرابع عشر للمطابخ الحديثة.
في الآونة الأخيرة وتحديدا عام 2019، ساهمت نوال نصر الله في إصدار مجلد عن نصوص بلاد ما بين النهرين القديمة في مجموعة جامعة ييل البابلية، مع الاستشهاد بوصفات مسجلة على الألواح المسمارية.
تم ترشيح ترجمة نصرالله عام 2021 إلى اللغة الإنجليزية لأشهى الأطعمة والأطباق من الأندلس والمغرب: كتاب طبخ للباحث الأندلسي في القرن الثالث عشر ابن رزين التجوبي (1227-1293) ضمن القائمة القصيرة لجائزة الشيخ زايد للكتاب لعام 2022. فئة الترجمة.